# 미쓰마촌
미쓰마촌(三妻村)은 이바라키현 도요다군·유키군에 일찍이 존재했던 촌이다. 현재의 조소시 북동부에 해당한다.

## 역사
- 1889년 4월 1일 - 정촌제 시행에 의해 도요다군 미쓰마촌이 성립하였다.
- 1896년 4월 1일 - 군 재편에 따라 유키군이 성립하였다. 미쓰마촌은 유키군에 속하게 되었다.
- 1954년 7월 10일 - 미즈카이도정에 편입하여, 미즈카이도정이 당일 시로 승격해 미즈카이도시가 되어, 동일 미쓰마촌은 폐지되었다.

## 교통

### 철도
- 조스쓰쿠바철도 (현: 간토철도)

## 참고문헌
- 角川日本地名大辞典 8 茨城県